# Arrondissement de Mauriac
L'arrondissement de Mauriac est une division administrative française, située dans le département du Cantal et la région Auvergne-Rhône-Alpes.

## Composition

L'arrondissement dans la région Auvergne-Rhône-Alpes.

### Composition avant 2015
- canton de Champs-sur-Tarentaine-Marchal, qui groupe 4 communes :
  - Beaulieu, Champs-sur-Tarentaine-Marchal, Lanobre et Trémouille.

- canton de Mauriac, qui groupe 11 communes :
  - Arches, Auzers, Chalvignac, Drugeac, Jaleyrac, Mauriac, Méallet, Moussages, Salins, Sourniac et Le Vigean.

- canton de Pleaux, qui groupe 8 communes :
  - Ally, Barriac-les-Bosquets, Brageac, Chaussenac, Escorailles, Pleaux, Saint-Martin-Cantalès et Sainte-Eulalie.

- canton de Riom-ès-Montagnes, qui groupe 8 communes :
  - Apchon, Collandres, Menet, Riom-ès-Montagnes, Saint-Étienne-de-Chomeil, Saint-Hippolyte, Trizac et Valette.

- canton de Saignes, qui groupe 12 communes :
  - Antignac, Bassignac, Champagnac, Madic, La Monselie, Le Monteil, Saignes, Saint-Pierre, Sauvat, Vebret, Veyrières et Ydes.

- canton de Salers, qui groupe 12 communes :
  - Anglards-de-Salers, Le Falgoux, Le Fau, Fontanges, Saint-Bonnet-de-Salers, Saint-Chamant, Saint-Martin-Valmeroux, Saint-Paul-de-Salers, Saint-Projet-de-Salers, Saint-Vincent-de-Salers, Salers et Le Vaulmier.

### Composition depuis 2015
- Canton de Mauriac : les 20 communes de ce canton ;
- canton de Naucelles : 2 communes de ce canton, les 14 autres faisant partie de l'arrondissement d'Aurillac ;
- canton de Riom-ès-Montagnes : 14 communes de ce canton, les 9 autres faisant partie de l'arrondissement de Saint-Flour ;
- canton d'Ydes : les 19 communes de ce canton.

### Découpage communal depuis 2015
Depuis 2015, le nombre de communes des arrondissements varie chaque année soit du fait du redécoupage cantonal de 2014 qui a conduit à l'ajustement de périmètres de certains arrondissements, soit à la suite de la création de communes nouvelles. Le nombre de communes de l'arrondissement de Mauriac reste quant à lui inchangé depuis 2015 et égal à 55.
Au 1er janvier 2024, l'arrondissement groupe les 55 communes suivantes :
1. Ally
2. Anglards-de-Salers
3. Antignac
4. Apchon
5. Arches
6. Auzers
7. Barriac-les-Bosquets
8. Bassignac
9. Beaulieu
10. Brageac
11. Chalvignac
12. Champagnac
13. Champs-sur-Tarentaine-Marchal
14. Chaussenac
15. Collandres
16. Drugeac
17. Escorailles
18. Le Falgoux
19. Le Fau
20. Fontanges
21. Jaleyrac
22. Lanobre
23. Madic
24. Mauriac
25. Méallet
26. Menet
27. La Monselie
28. Le Monteil
29. Moussages
30. Pleaux
31. Riom-ès-Montagnes
32. Saignes
33. Saint-Bonnet-de-Salers
34. Saint-Chamant
35. Saint-Étienne-de-Chomeil
36. Sainte-Eulalie
37. Saint-Hippolyte
38. Saint-Martin-Cantalès
39. Saint-Martin-Valmeroux
40. Saint-Paul-de-Salers
41. Saint-Pierre
42. Saint-Projet-de-Salers
43. Saint-Vincent-de-Salers
44. Salers
45. Salins
46. Sauvat
47. Sourniac
48. Trémouille
49. Trizac
50. Valette
51. Le Vaulmier
52. Vebret
53. Veyrières
54. Le Vigean
55. Ydes

## Administration
Célia Pouget, sous-préfète de l'arrondissement de Mauriac depuis le 13 septembre 2023.

### Historique des subdélégués puis des sous-préfets
| Période | Période  | Identité                           | Fonction précédente | Observation                                               |
| ------- | -------- | ---------------------------------- | ------------------- | --------------------------------------------------------- |
| 1707    | .        | N Courboulès de Montjoly           |                     | Subdélégué de l'intendant                                 |
| .       | .        | Jean-Antoine de Vigier             |                     | Subdélégué de l'intendant                                 |
| .       | .        | Benoit de la Porte                 |                     | Subdélégué de l'intendant                                 |
| .       | .        | Barthélémy de Vigier d'Orcet       |                     | Subdélégué de l'intendant, officier, receveur des tailles |
| ?       | 1790     | Jean-Baptiste Vacher de Tournemire |                     | Subdélégué de l'intendant, avocat au parlement            |
| 1792    | 1795.    | Dominique Mirande                  |                     | Agent National du district, conseiller général            |
| 1800    | 1814     | Henri Lalo (Delalo)                |                     | 1er sous-préfet de Mauriac en l'an VIII                   |
| 1814    | 1815     | Pierre-Joseph Grasset              |                     | Sous-préfet à titre transitoire, Maire de Mauriac         |
| 1815    | 1825     | Alexis Planchard de Cussac         |                     | Sous-préfet                                               |
| 1825    | 1830     | Louis Camuzat de Mauroy            |                     | Sous-préfet                                               |
| 1830    | 1847     | Auguste Chauvy                     |                     | Sous-préfet                                               |
| 1847    | 1848     | Charles Lebraly                    |                     | Sous-préfet                                               |
| 1848    | 1848     | Paulin Durieu                      |                     | Sous-préfet, Député du Cantal : 1850, 1871                |
| 1848    | 1849     | Jules Courtet                      |                     | Sous-préfet                                               |
| 1849    | 1849     | Mathieu Denis                      |                     | Sous-préfet                                               |
| 1849    | 1852     | Firmin Martine                     |                     | Sous-préfet                                               |
|         |          |                                    |                     |                                                           |
| 1958    | 1961     | Jean Amet                          |                     | Sous-préfet                                               |
| 1961    | 1962     | André Binche                       |                     | Sous-préfet                                               |
| 1962    | 1963     | Mario Bénard                       |                     | Sous-préfet, futur député du Var                          |
| 1963    | 1968     | Gérard Granveau                    |                     | Sous-préfet - poste suivant aux Andelys                   |
| 1968    | 1970     | Georges Roux                       |                     | Sous-préfet                                               |
| 1970    | 1974     | Alain Goldfeil                     |                     | Sous-préfet, futur maire de Mauriac : 1984-2001           |
| 1974    | 1975     | Paul Roncière                      |                     | Sous-préfet                                               |
| 1975    | 1978     | Daniel Chenard                     |                     | Sous-préfet                                               |
| 1978    | 1980     | Philippe Legris                    |                     | Sous-préfet                                               |
| 1980    | 1983     | François Darcy                     |                     | Sous-préfet                                               |
| 1983    | 1985     | Olivier Dubaut                     |                     | Sous-préfet                                               |
| 1985    | 1989     | Raymond Cervelle                   |                     | Sous-préfet                                               |
| 1989    | 1991     | Jean-Martin Jaspers                |                     | Sous-préfet                                               |
| 1991    | 1993     | Claude Charlot                     |                     | Sous-préfet                                               |
| 1993    | 1997     | Philippe Deblond                   |                     | Sous-préfet                                               |
| 1997    | 1999     | Jacques Lauvergnat                 |                     | Sous-préfet                                               |
| 1999    | 2001     | Philippe Saffrey                   |                     | Sous-préfet                                               |
| 2001    | 2003     | Bernard Pascal                     |                     | Sous-préfet                                               |
| 2003    | 2005     | Patrick Cléret                     |                     | Sous-préfet                                               |
| 2005    | 2007     | Laurent Gandra-Moréno              |                     | Sous-préfet                                               |
| 2007    | 2009     | Régis Castro                       |                     | Sous-préfet                                               |
| 2009    | 2011     | Patrick Jezegabel                  |                     | Sous-préfet                                               |
| 2011    | 2015     | Hugues Fuzeré                      |                     | Sous-préfet                                               |
| 2015    | 2017     | Sibylle Samoyault                  |                     | Sous-préfète                                              |
| 2017    | 2019     | Nathalie Guillot-Juin,             |                     | Sous-préfète                                              |
| 2019    | 2021     | Isabelle Eynaudi                   |                     | Sous-préfète                                              |
| 2021    | 2023     | Amélie De Sousa                    |                     | Sous-préfète                                              |
| 2023    | En cours | Célia Pouget                       |                     | Sous-préfète                                              |

## Démographie
En 2022, l'arrondissement comptait 24 990 habitants.
| 1968   | 1975   | 1982   | 1990   | 1999   | 2006   | 2011   | 2016   | 2021   |
| ------ | ------ | ------ | ------ | ------ | ------ | ------ | ------ | ------ |
| 38 270 | 35 035 | 32 899 | 31 094 | 28 649 | 27 381 | 26 679 | 25 881 | 25 085 |

| 2022   | - | - | - | - | - | - | - | - |
| ------ | - | - | - | - | - | - | - | - |
| 24 990 | - | - | - | - | - | - | - | - |